# Centrache
Cèntrache è un comune italiano di 344 abitanti della provincia di Catanzaro in Calabria. È il paese più piccolo, per numero di abitanti, della provincia.

## Geografia fisica

### Territorio
Il territorio si sviluppa dai 408 agli 850 metri di altitudine e si estende per circa 7,87 km² tra i comuni di Montepaone, Olivadi, Palermiti, Petrizzi, Vallefiorita sul versante Jonico delle Serre, alle pendici sud orientali della Serralta di San Vito nell'alto bacino del torrente Beltrame, alla sinistra del fosso ''Giambattistello''. L'abitato si estende quasi in pianura sul declivio di una collina a 458 metri sul livello dl mare a sud-ovest di Catanzaro, alla quale resta collegato con la strada provinciale che adduce alla strada 181.

## Storia
Detto anche Centrico, Centrici e Centreca, casale di Squillace, fu incluso nella contea dell'epoca normanna e perciò nel 1270 sottostette a Giovanni di Monfort, dal 1314 al 1464 ai Marzano, dal 1483 al 1494 fu di Federico d'Aragona, passato poi ai Borgia rimase in questa famiglia fino alla prima metà del Settecento. Poi e fino all'eversione della feudalità appartenne ai messinesi de Gregorio, durante la dominazione francese (1805-1815) ebbe a patire alcuni danni per la sua condotta ostile agli occupanti. Colpito dal sisma del 1783, per sua fortuna, contò danni ma senza vittime, poi danneggiato dal terremoto del 1905 venne incluso nell'elenco dei comuni ammessi a beneficiare delle provvidenze disposte per apposita legge del 25 giugno 1906, gravissimi danni e in paese e nelle campagne furono prodotti dal nubifragio nell'ottobre 1921 e del 1971.
La chiesa parrocchiale, edificata nel Seicento, presenta evidenti segni delle riprese, operate nel Settecento e successivamente, che ne hanno alterato quasi del tutto i tratti originali. In piazza Roma era collocata una grande fontana, poi distrutta.

### Simboli
Lo stemma del comune è stato concesso con decreto del presidente della Repubblica del 12 settembre 2005.
(D.P.R. 12.09.2005)
Il gonfalone è un drappo di azzurro.

## Società

### Evoluzione demografica
Abitanti censiti

### Tradizioni e folclore
La parrocchia intitolata all'Annunciazione di Maria Santissima si trova nella diocesi di Squillace, il patrono è  sant'Onofrio, onorato e festeggiato la seconda domenica d'agosto. Vi era una fiera molto tempo fa che si teneva il primo sabato e domenica successiva di agosto, istituita per decreto del 29 agosto 1833.
Al plebiscito del 21 ottobre 1860 per l'Unità d'Italia espresse 340 si ed 1 no; al referendum istituzionale del 2 giugno 1946 diede 692 voti alla monarchia e 83 alla repubblica.

## Economia
L'economia era prevalentemente agricola con notevole produzione di cereali, castagne, frutta, olive ed uva, con vino ed olio di buona qualità.
L'allevamento del bestiame ovino e la lavorazione del latte erano e sono tutt'oggi condotte da imprese a carattere familiare; in paese erano presenti artigiani tessili che lavoravano con telai a mano coperte e sciarpe di seta e di cotone. Nel territorio era presente una sorgente sulfurea ferruginosa per bagni e bevande nota in passato; presenti anche alcuni filoni di grafite.

## Amministrazione
| Periodo        | Periodo        | Primo cittadino           | Partito                                     | Carica  | Note |
| -------------- | -------------- | ------------------------- | ------------------------------------------- | ------- | ---- |
| 12 giugno 1994 | 24 maggio 1998 | Onofrio Papasodaro        | Partito Socialista Italiano                 | sindaco |      |
| 24 maggio 1998 | 27 maggio 2002 | Domenico Valentino        | lista civica Indipendente                   | sindaco |      |
| 27 maggio 2002 | 28 maggio 2007 | Domenico Valentino        | lista civica                                | sindaco |      |
| 28 maggio 2007 | 7 maggio 2012  | Francesco Antonio Luppino | Democratici di Sinistra Partito Democratico | sindaco |      |
| 7 maggio 2012  | 11 giugno 2017 | Fernando Sinopoli         | lista civica "Futuro per Centrache"         | sindaco |      |
| 11 giugno 2017 | in carica      | Fernando Sinopoli         | lista civica "Futuro per Centrache"         | sindaco |      |